# Deh-e Jamāl
Deh-e Jamāl (persiska: ده جمال) är en ort i Iran.   Den ligger i provinsen Yazd, i den centrala delen av landet, 600 km sydost om huvudstaden Teheran. Deh-e Jamāl ligger 1 837 meter över havet och antalet invånare är 240.
Terrängen runt Deh-e Jamāl är kuperad åt sydväst, men åt nordost är den platt. Terrängen runt Deh-e Jamāl sluttar norrut.Runt Deh-e Jamāl är det glesbefolkat, med 15 invånare per kvadratkilometer. Deh-e Jamāl är det största samhället i trakten. Omgivningarna runt Deh-e Jamāl är i huvudsak ett öppet busklandskap.